# رایان سیکرست
رایان جان سیکرست (به انگلیسی: Ryan John Seacrest) ‏ زاده ۲۴ دسامبر ۱۹۷۴ در جورجیای آمریکا است او مجریِ تلویزیون و رادیو آمریکا نیز می‌باشد. مهم‌ترین برنامه‌های رایان «رایان سیکرست آن د ایر» در رادیو، «E! News» و «آمریکن آیدل» در تلویزیون است.
در ۲۰۰۶، رایان سیکرست یکی از مجریان و تهیه‌کننده اجرایی مراسم جشن رقص سال نو دیک کلارک بود. او پس از مرگ دیک کلارک در ۲۰۱۲ میزبان و تهیه‌کننده اجرایی برنامه سالانه پخش شده از تایمز اسکوئر در شهر نیویورک بود. سیکرست میزبانی مشترک زنده را با کلی و رایان به صورت دائمی در ۱ مه ۲۰۱۷ آغاز کرد.
سیکرست از سال ۲۰۰۴ تا ۲۰۱۳ و بار دیگر در سال ۲۰۱۶نامزد جایزه امی برای اسطوره آمریکایی شد. در سال ۲۰۱۸، سیکرست نامزدی جوایز امی را برای برنامه زندگی با کلی و رایان در بخش سرگرمی‌های برجسته تاک شو و همچنین مجری برجسته برنامه گفتگوی سرگرمی دریافت کرد.

## مجله فوربز
رایان در سال ۲۰۰۷ از دید مجله فوربز رتبه ۶ پر درآمدترین مجری برنامه‌های تلویزیونی آمریکا را از ۱ تا ۲۰ به دست آورد.